# Yorima antillana
Yorima antillana là một loài nhện trong họ Dictynidae.
Loài này thuộc chi Yorima. Yorima antillana được Elizabeth Bangs Bryant miêu tả năm 1940.